# 廖莊
廖莊，字安止，江西吉水縣人。明朝政治人物。

## 生平
宣德五年（1430年）中進士，宣德八年（1433年），改庶吉士。明英宗初年，授刑科給事中。正統五年（1440年），詔京官出修各地荒政，并負責逮捕逃逸民眾勞役。廖莊認為此舉不當，請求寬限受災州縣，改為秋收后做。之後參與賑災陝西饑荒，百姓以此為活。之後還朝，奏請體恤民眾，多數被批准。正統八年，與監察御史張驥共同官吏大理寺事務，次月，授大理寺左寺丞。正統十一年（1446年），升南京大理寺少卿。因事連坐下詔獄，不久得釋。景泰五年（1454年），上書請明景帝皇嗣之事。次年，母喪離職，明景帝記起往事，命廷杖八十，謫定羌驛丞。
天順初年，召還。又遭父喪，除服後在南京任職。天順五年，升任禮部右侍郎，改刑部右侍郎。成化初年，召為刑部左侍郎。又過一年后去世，贈刑部尚書，謚恭敏。